# میرزا عبدالله اصفهانی افندی
عبدالله بن عیسی بن محمد صالح اصفهانی جیرانی افندی (۱۰۶۶ – ۱۱۳۰ هـ ق / ۱۶۵۶ –۱۷۱۸ م) در علوم منقول و معقول تبحر داشت و در کتاب‌شناسی متخصص بود. او در اصفهان در خانواده‌ای تبریزی‌تبار متولد شد. پدر میرزا عیسی بیک نام داشت. مادرش را در نوزادی و پدرش را در هفت سالگی از دست داد. عبدالله نزد برادر بزرگ‌تر و دایی‌اش بزرگ شد. نوجوانی را در اصفهان گذراند و سپس به تبریز رفت و ازدواجی ناموفق در آنجا داشت. او بسیار اهل سفر بود و در اکثر بلاد اسلامی از هند و افغانستان و ترکستان تا حجاز و عثمانی و . . . را سیاحت کرد. او در عثمانی اقامت می‌کرد و در آنجا تقیه می‌کرد به گونه‌ای که همه او را سنی می‌پنداشتند. بسیار مورد احترام سلطان بود و همانجا به افندی ملقب گشت.
او که بسیار سفر می‌کرد، از هر شهری می‌گذشت کتابخانهٔ علما را می‌کاوید و از کتاب‌ها یادداشت بر می‌داشت. او آنچنان در کتاب‌شناسی تبحر یافته بود که علامه مجلسی برای تألیف بحار الانوار او را به عنوان دستیارش انتخاب کرد. در اواخر عمر در اصفهان مدرسه‌ای تأسیس کرد و به تدریش مشغول شد ولی شاگرد برجسته‌ای تربیت نکرد. افندی در ۱۱۳۰ هـ ق پیش از حملهٔ محمود افغان درگذشت.

## استادان
- محمدباقر مجلسی
- آقا حسین خوانساری
- محمدباقر سبزواری [۱] [۲]

## آثار
افندی آثار فراوانی به زبان‌های عربی، ترکی، فارسی نوشت. بیشتر آثار او به عربی است. اما به گفتهٔ خودش تنها اندکی از آن‌ها باقی مانده‌است. بسیاری از آثار خطی او هنوز چاپ نشده‌اند. برخی از آثارش نیر امروزه ناموجودند. آثار چاپی او عبارتند از:
- تعلیقه بر امل الآمل حرّ عاملی
- حاشیة علی مشارق الشموس فی شرح الدروس
- ریاض العلماء و حیاض الافضلاء: این کتاب مهم‌ترین اثر اوست.
- الدرر المنظومة المأثورة فی جمیع لئالی الادعیة السجادیة المشهورة یا الصحیفة السجادیة الثالثة